# Edificio Vengoechea
El edificio Vengoechea es un inmueble de estilo moderno del centro histórico de Bogotá, Colombia. Construido en 1939, está ubicado en la carrera 5 con calle 12, constituyendo la esquina noroccidental de la Biblioteca Luis Ángel Arango. En un principio, se destinó a vivienda multifamiliar, pero su uso cambió en el marco de la remodelación efectuada en 1990. En 1995 fue declarado monumento nacional.

## Historia
El edificio es de la autoría del arquitecto Manuel de Vengoechea, quien fue asimismo alcalde de Bogotá, con diseño del arquitecto español Ricard Ribas Seva. A su estructura se accedía por un vestíbulo circular con una columna como elemento principal de la entrada, que daba a la carrera Quinta. Por su parte, en su primera planta el edificio contaba con cuatro apartamentos de un nivel, siendo dúplex los diez restantes en los cuatro pisos superiores.
Su fachada se caracteriza por sus balcones, en particular gracias al remate circular corrido de la esquina del edificio y de la manzana, que en su centro tiene como eje una columna redonda rematada por un mástil metálico, que hace las veces de asta.
Los cambios urbanos sufridos por el centro de la ciudad acarrearon el deterioro del inmueble, que a un cierto punto estuvo incluso amenazado por la demolición. En 1990 fue adquirido por el Banco de la República, que recuperó su fachada pero alteró por completo su interior, con el fin de albergar la zona administrativa de la Biblioteca Luis Ángel Arango.